# Maartje Remmers
Maartje Remmers (1978) is een Nederlands actrice. Ze maakt deel uit van het Vlaams-Nederlands acteurscollectief Wunderbaum, voorheen Jonghollandia.
Remmers studeerde af aan de Toneelacademie Maastricht in 2001. Daarna richtte zij met vijf klasgenoten de acteursgroep Jonghollandia op, waar zij te zien was in onder andere Lost Chord Radio, Eindhoven De Gekste, Everybody for Berlusconi, Stad 1&2 en Welcome in my Backyard.
Nadien speelde ze ook bij andere gezelschappen, zoals het NNT, De Veenfabriek en het Zuidelijk Toneel Hollandia, hiervoor in De Bitterzoet, Bacchanten en had ze gastrollen in verschillende televisieseries, zoals Grijpstra & De Gier, Flikken Maastricht, De Afdeling, Ernstige Delicten en Wet en Waan.
Vanaf 2005 is zij als actrice vast verbonden aan het NTGent, het nieuwe gezelschap van Johan Simons, waar ze onder andere speelde in Tien Geboden en De Koning Sterft.

## Filmografie
- Grijpstra & De Gier – 2004, Carla Coninckx
- Maybe Sweden – 2006, Mira
- Gooische Vrouwen – 2006, Daphne
- Ik omhels je met 1000 armen - 2006, Meija
- Van Speijk – 2007, Sasha Schneider
- Flikken Maastricht – 2008-2009, Officier van Justitie Ernestine van Leeuwen
- Stella's oorlog – 2009, Stella
- Penoza – 2010, Marleen Kruimel-de Rue
- Witse – 2010, Simone Jansma (gastrol)
- Hart tegen Hard – 2011, Elles de Bruin
- Lijn 32 – 2012, Saskia
- Lucia de B. - 2014, Antoinette
- Heer & Meester - 2016, Adriana
- Nieuwe Buren - 2019, Frederique
- Dag en Nacht - 2022
- Onopgelost - 2024, Christine